# Зембулатов, Яков Михайлович
Яков Михайлович Зимбулатов (до 1723—1800) — генерал-майор, герой русско-турецкой войны 1768—1774 годов.
Происходил из дворянского рода Зенбулатовых. Сын Зенбулатова Михаила Ивановича, помещика из Боровского уезда.
В военную службу вступил в 1756 году, служил в артиллерии. Принимал участие в Семилетняя война 1756-1763 в чине поручика, русско-турецкой войне 1768—1774 годов и будучи в чине майора 1 ноября 1770 года был награждён орденом св. Георгия 4-й степени (№ 52 по кавалерскому списку Судравского и № 51 по списку Григоровича — Степанова)
За отличную твердость в храбрости и неутомленность в трудах во все время продолжения Бендерской осады.
10 июля 1773 года произведён в подполковники 1-го канонирского полка. В 1780 году полковник 2-го Фузелерного полка. 2 октября 1781 года получил чин генерал-майора и был назначен обер-комендантом Оренбурга до 1793 года. С 1783 года председатель Оренбургской пограничной комиссии. С 1786 года по 1791 год в пограничном суде, учреждённом для разбора дел между русскими и киргизами (дореволюционное наименование казахов). С 1789 года в Заграничной экспедиции. С 1792 года обер-комендант по Екатеринбургской области Пермского наместничества, награждён орденом Святого Владимира 3-й степени.
В 1796 году вышел в отставку. Скончался в 1800 году.